# Климов, Кирилл Валерьевич
Кирилл Валерьевич Климов (30 января 2001, Орёл) — российский футболист, нападающий португальского клуба «Фаренсе».

## Биография
Сын футболиста и тренера Валерия Климова. Начинал играть в Орле в пять лет. В 2011 году перешёл в академию «Динамо» Москва. Через три года из-за конфликта с тренером Вадимом Гараниным оказался в московском «Локомотиве». В 2018 году перешёл в молодёжную команду. К зиме сыграл 85 минут в четырёх матчах молодёжного первенства и 20 минут в трёх матчах Юношеской лиги УЕФА. В августе 2018 заключил соглашение с бельгийским «Серкль Брюгге», фарм-клубом «Монако», куда перешёл за 100 000 евро по достижении 18 лет — 30 января 2019 года, в последний день трансферного окна. Климов переходил в первую команду, но играл только за вторую из-за проблем с видом на жительство и рабочей визой. 31 августа 2019 года подписал двухлетний контракт с «Монако». Выступал за молодёжную команду, 16 февраля 2020 года оформил хет-трик в ворота «Канна» (7:0).
17 октября 2020 года перешёл в «Рубин», с которым подписал 4-летний контракт. За команду дебютировал 4 ноября, выйдя в матче Кубка России против «СКА-Хабаровска» (0:1) на 82-й минуте. 22 ноября в домашней игре против «Ростова» (0:2) сыграл первый матч в чемпионате, выйдя на 84-й минуте.
20 февраля 2021 года на правах аренды перешёл в «Тамбов», за который в весенней части чемпионата России 2020/2021 провёл 11 матчей. В домашней игре последнего тура против «Зенита» (1:5) забил свой первый гол в высшем российском дивизионе.
В 2016—2019 годах играл за сборную 2001 г. р. (тренеры Андрей Митин, Леонид Аблизин, Александр Кержаков, Олег Левин).
Брат Никита (род. 1997) выступал в ПФЛ, в 2020 году завершил карьеру.